# 特拉維斯·派瑟
特拉維斯·派瑟（英語：Travis Passier；1989年4月26日—）是一位澳大利亞排球運動員。他代表澳大利亞國家男子排球隊參賽，參加了2012年倫敦奧運會的排球比賽。